# Palazzo Piacentini (San Benedetto del Tronto)
Il Palazzo Piacentini, già Casa Fiorani, è un palazzo storico di San Benedetto del Tronto, sito in Via del Consolato, nel quartiere Paese Alto. Fu dimora della poetessa Bice Piacentini. Ospita un centro di esposizione di arte contemporanea, l'archivio storico comunale e la Pinacoteca del Mare.

## Storia
Venne fatto costruire da Giuseppe Fiorani, mastro falegname di originario di Ripatransone, nel 1812. Nel 1856, grazie a Papa Pio IX, venne costruito arco a tutto sesto di fattura cinquecentesca, denominato l'"Arco dei Fiorani", come omaggio e ringraziamento alla Madonna per aver intercesso in occasione dell’epidemia di colera che colpì il paese nell’estate del 1855. Collocato in Via Mazzini, già via dei Vetturini ed oggi via Fileni, fu fatto saltare in aria nel 1944 durante la Seconda guerra mondiale dai tedeschi in ritirata, per ostruire il passaggio delle forze alleate. Entrato a far parte della proprietà del comune, ospita vari enti e collezioni.

## Descrizione

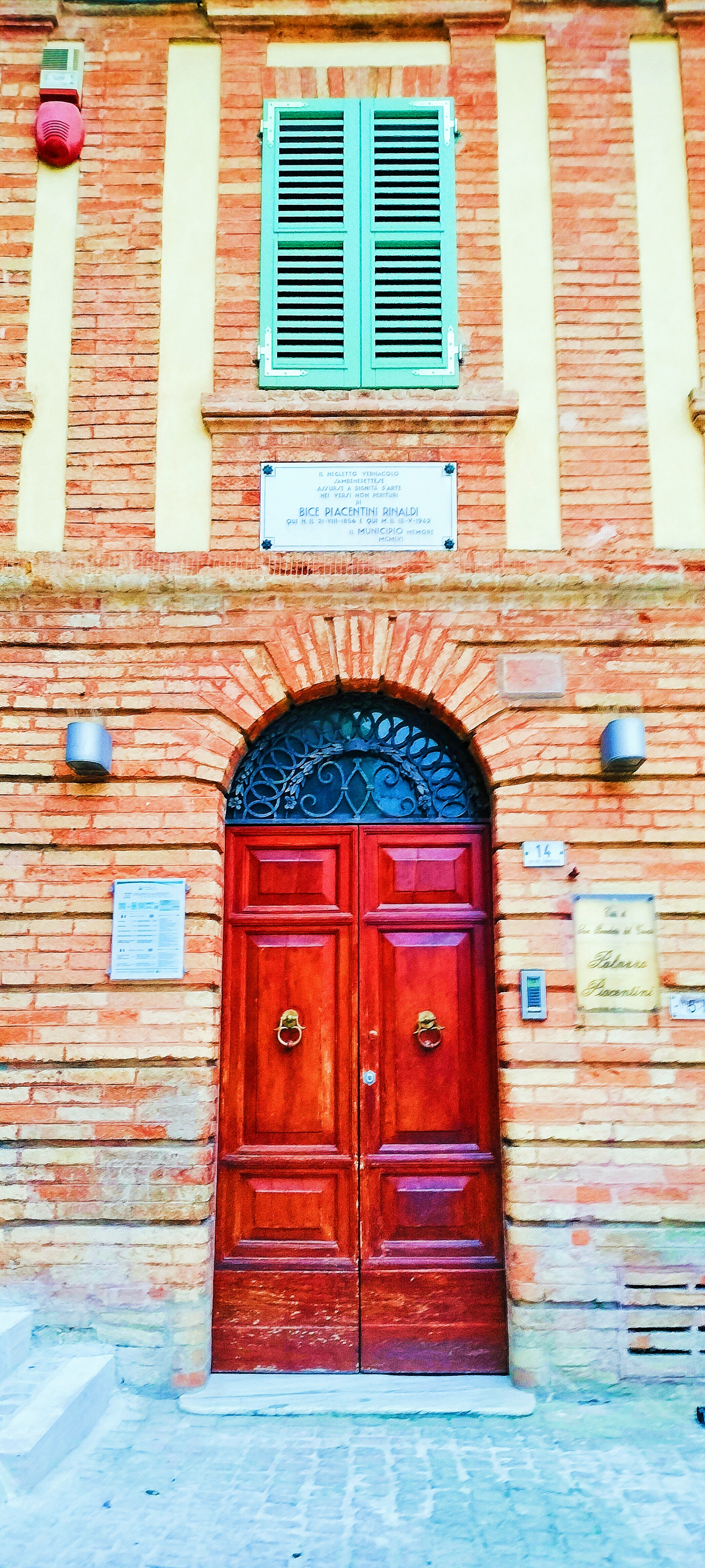
L'ingresso del palazzo

### Collezioni
Il palazzo è sede del Centro di esposizione di Arte Contemporanea, dell'Archivio storico del comune di San Benedetto (con tutto il materiale documentario prodotto dal comune dal 1700 al 1970, e un documento del 1570 lo "Statuto dei Fermani", raccolta di leggi e regolamenti del dipartimento dello Stato Pontificio).
Il 18 maggio 2002, è stata inaugurata la sala a lei dedicata che, lo "studiolo di Bice", che racccoglie oltre ai a mobili d'epoca, ci sono i libri che appartennero alla poetessa. È stata ricavata un biblioteca voluta dal nipote di Giuseppe Piacentini Rinaldi, l'architetto Alberto Tavazzi di Roma, che ha donato dei libri al comune di San Benedetto del Tronto, datati tra la seconda metà dell'XIX secolo e i primi del XX secolo.
Dal 4 aprile 2009 è inoltre sede della Pinacoteca del Mare, dove sono esposte oltre 180 opere del patrimonio comunale, con dipinti di Alfred Joseph Chatelain, Adolfo De Carolis, Angelo Landi e Armando Marchegiani, oltre ad una sezione dedicata alle fotografie storiche della città proveniente dagli archivi privati dei fotografi locali Sgattoni e Traini.
Vi è inoltre allestita una mostra permanente sulla liuteria locale (strumenti ad arco e pizzico, accessori, modelli, fotografie e un fondo documentale sui musicisti e liutai storici della Provincia di Ascoli Piceno), che testimonia la lunga tradizione del Piceno nella costruzione degli strumenti musicali.

### Seminterrato
La "Sala della poesia", destinata ad ospitare incontri culturali ed è, anche, a disposizione per i matrimoni civili. Si apre un cunicolo, datato ai primi anni del I secolo, ora percorribile per 30 m circa, che in origine doveva essere collegato con l'intera rete cunicolare che passa sotto il "Paese Alto".